# دانا کرومبیگل
دانا کرومبیگل (انگلیسی: Dana Krumbiegel؛ زادهٔ ۲۲ نوامبر ۱۹۶۹) بازیکن فوتبال اهل آلمان شرقی است.
از باشگاه‌هایی که در آن بازی کرده‌است می‌توان به باشگاه فوتبال کمنیتس اشاره کرد.
وی همچنین در تیم ملی فوتبال East Germany بازی کرده‌است.